# Rose (Kalabrien)
Rose ist ein Ort in der Provinz Cosenza in der italienischen Region Kalabrien mit 4124 Einwohnern (Stand 31. Dezember 2023).
Rose liegt 27 km nördlich von Cosenza.
Die Nachbargemeinden sind: Acri, Castiglione Cosentino, Celico, Luzzi, Montalto Uffugo, Rende und San Pietro in Guarano. 